# Política da Ilha Sentinela do Norte
A Ilha Sentinela do Norte faz parte do arquipélago das Ilhas Andamão pertencentes à Índia. Seus habitantes, os sentineleses, são um povo isolado, os quais não possuem qualquer relação com o mundo exterior, o que os torna uma nação independente.

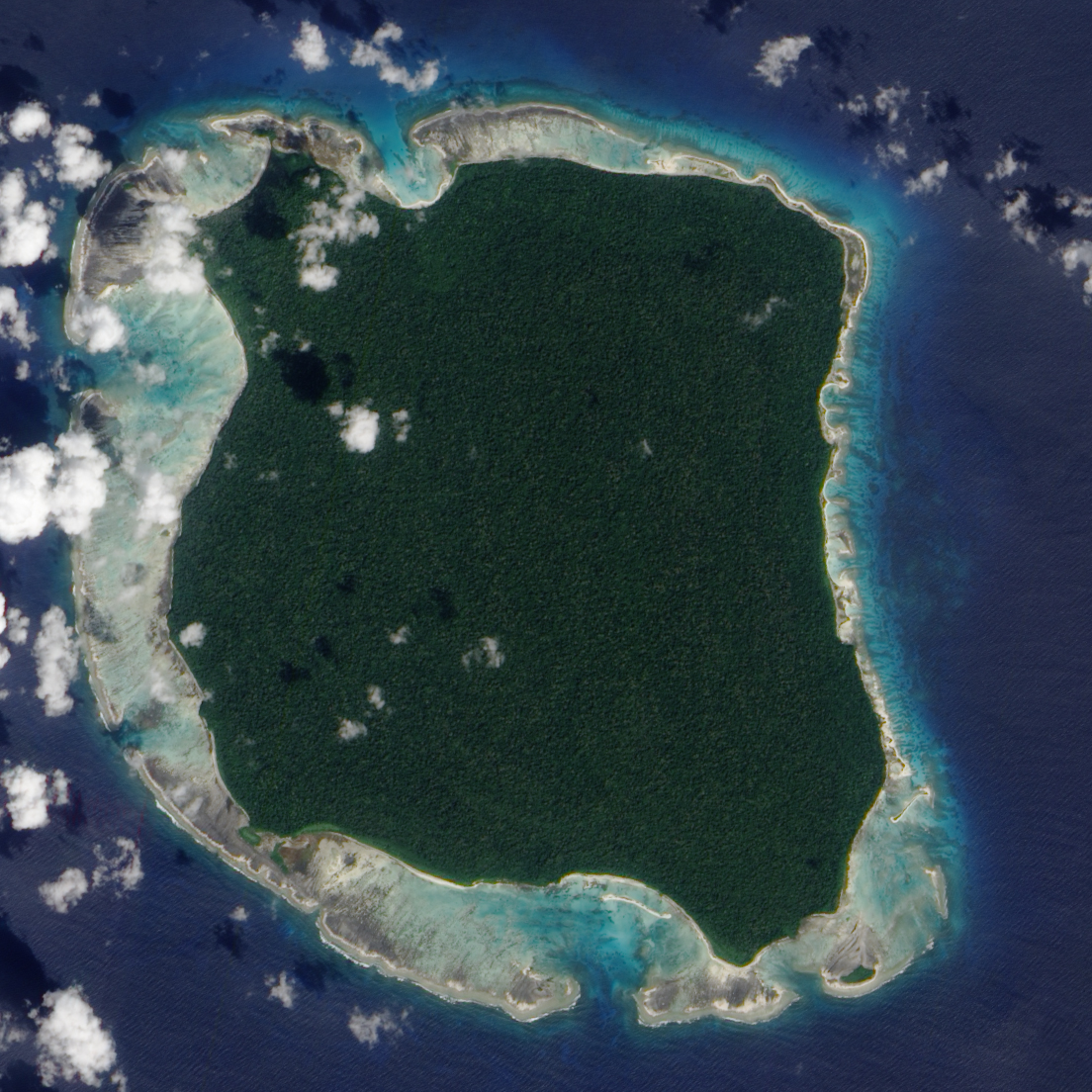
Imagem de satélite da ilha, localizada no Golfo de Bengala.

Embora seja totalmente independente, a nação sentinelesa não forma oficialmente um Estado soberano, pois um dos quesitos para ser é relacionar-se com algum outro Estado independente. Entretanto, diversos estudiosos políticos afirmam que a ilha é soberana na prática, pois, apesar de ser parte da Índia, seus habitantes não estão sujeitos a obedecerem às leis deste país, já que a própria Índia defende o direito deste povo de manter-se isolado do restante do mundo.
Acredita-se que não existe uma esfera política entre os sentineleses como estamos habituados a ver, mas é possível que a tribo tenha a sua forma própria de interação mesmo sem avanços sociais. Pesquisadores chegam a afirmar que este povo sequer domina o fogo, ou que ainda vive na Idade da Pedra, devido ao seu isolacionismo.

## Tentativa de contato
Em 2004, após o tsunami no Oceano Índico, o Governo indiano enviou um helicóptero até a ilha para analisar se houve algum estrago que pudesse prejudicar os aborígenes, que receberam a aeronave com flechadas. Embora nenhuma tenha alcançado a tripulação, a Índia proibiu posteriormente qualquer aproximação da ilha em um raio de 5 (cinco) quilômetros, como uma forma de proteger os sentineleses de doenças devido a sua baixa defesa imunológica e também evitar que a tribo cause algum incidente fatal contra aqueles que se aproximarem do local.